# Federal Way (Washington)
Federal Way je město v okresu King County ve státě Washington ve Spojených státech amerických. Je desátým nejlidnatějším městem ve Washingtonu, přičemž je součástí Metropolitní oblasti Seattlu. V King County jde o páté nejlidnatější město, ve Spojených státech je pak Federal Way 344. nejlidnatějším městem. Leží severovýchodně od města Tacoma a jihozápadně od města Kent.
K roku 2020 zde žilo 101 030 obyvatel. S celkovou rozlohou 61 km² byla hustota zalidnění 1 689 obyvatel na km². Vzniklo v roce 1990. Leží v oblasti se středozemním podnebím s teplými léty. 